# Birgit Nilsson
Märta Birgit Nilsson (17 tháng 5 năm 1918 - 25 tháng 12 năm 2005) là một giọng nữ cao nổi tiếng của Thụy Điển. Mặc dù đã hát rất nhiều tác phẩm nghệ thuật, Nilsson nổi tiếng với những màn trình diễn trong các vở opera của Richard Wagner và Richard Strauss. Giọng hát của bà được chú ý nhờ lực âm thanh áp đảo, dự trữ sức mạnh dồi dào, và độ sáng chói và rõ ràng trong các nốt cao trên.

## Tổng quan
Nilsson đã tạo ra những dấu ấn mạnh mẽ trong nhiều vai diễn, các vai diễn này sau đó được biết đến như là "tác phẩm của Nilsson". Bà hát những vở opera của Richard Strauss và khiến tác phẩm Turandot của Puccini trở nên nổi bật, nhưng chính âm nhạc của Wagner đã tạo nên sự nghiệp của bà. Nilsson từng nói rằng nhân vật Isolde khiến bà trở nên nổi tiếng và Turandot khiến bà trở nên giàu có. Giọng hát mạnh mẽ của bà có thể sánh ngang với Kirsten Flagstad, người thống trị sân khấu Wagner tại Metropolitan Opera trong những năm trước Thế chiến II.